# Inexactitud terminológica
«Inexactitud terminológica» es una frase introducida en 1906 por el político británico Winston Churchill. Se utiliza como eufemismo o circunloquio que significa «mentira», «falsedad» o «declaración sustancialmente correcta pero técnicamente inexacta».
Churchill utilizó la frase por primera vez después de las elecciones de 1906. Hablando en la Cámara de los Comunes el 22 de febrero de 1906 como subsecretario de la Oficina Colonial, tuvo ocasión de repetir lo que había dicho durante la campaña. Cuando se le preguntó ese día si el Gobierno toleraba la esclavitud de los trabajadores chinos en el Transvaal, Churchill respondió:

Las condiciones de la ordenanza de Transvaal... en opinión del Gobierno de Su Majestad no pueden clasificarse como esclavitud; al menos, esa palabra en su sentido pleno no podría aplicarse sin correr el riesgo de inexactitud terminológica.

La frase se ha utilizado como eufemismo de «mentira» en la Cámara de los Comunes ya que acusar a otro miembro de mentir sería considerado «no parlamentario».
El término fue utilizado por el diputado conservador Jacob Rees-Mogg al líder de la oposición, Jeremy Corbyn luego de una acusación de que la empresa de Rees-Mogg había trasladado un fondo de cobertura a la eurozona a pesar de que él estaba a favor del Brexit.